# Lippmann-Schwinger-Gleichung
Die Lippmann-Schwinger-Gleichung (nach Bernard Lippmann und Julian Schwinger) verwendet man in der quantenmechanischen Störungstheorie und speziell in der Streutheorie. Sie hat die Form einer Integralgleichung für die gesuchte Wellenfunktion {\displaystyle \psi } und ist eine Alternative zur direkten Lösung der Schrödingergleichung, wobei die Randbedingungen in der Definition der verwendeten Greenschen Funktionen stecken. 

## In der quantenmechanischen Störungstheorie
Allgemein wird in der Störungstheorie der Hamiltonoperator {\displaystyle H} zerlegt in den „freien Hamiltonoperator“ {\displaystyle H_{0}}, zu dem eine Lösung bekannt ist, und einen als kleine Störung behandelten Teil (Potential) {\displaystyle V}:
{\displaystyle H=H_{0}+V}
Eigenfunktionen {\displaystyle |\phi _{0}\rangle } des freien Hamiltonoperators erfüllen die Gleichung
{\displaystyle \left(E-H_{0}\right)|\phi _{0}\rangle =0}
wobei {\displaystyle E} der zugehörige Eigenwert ist.
Als „freie Greensche Funktion“ bezeichnet man einen Operator {\displaystyle G_{0}}, für den gilt:
{\displaystyle G_{0}\left(E-H_{0}\right)|\phi _{0}\rangle =|\phi _{0}\rangle }
Dieser Operator ist also gewissermaßen eine Umkehrfunktion zum freien Hamiltonoperator. Eine mathematisch korrekte Darstellung erfordert die Betrachtung von {\displaystyle G_{0}} als Distribution.
Nun werden in analoger Weise die unbekannten Eigenfunktionen {\displaystyle |\psi \rangle } des vollständigen Hamiltonoperators sowie seine Greensche Funktion {\displaystyle G} definiert.
Damit gilt die Lippmann-Schwinger-Gleichung:
{\displaystyle |\psi \rangle =|\phi _{0}\rangle +G_{0}V|\psi \rangle }
Diese Gleichung wird üblicherweise iterativ gelöst, wobei die Beschränkung auf die erste nichttriviale Ordnung als Bornsche Näherung bezeichnet wird.

## In der Streutheorie
Die Lippmann-Schwinger-Gleichung findet entsprechend vor allem in der Streutheorie Anwendung. Hierbei wird berechnet, wie sich die Wellenfunktion eines Teilchens bei der Streuung an einem Potential V ändert, wobei als freier Hamiltonoperator der kinetische Anteil für ein freies Teilchen verwendet wird:
{\displaystyle {\hat {H}}_{0}={\frac {{\hat {\mathbf {p} }}^{2}}{2m}}}
mit dem Impulsoperator {\displaystyle {\hat {\mathbf {p} }}}.
Zur Herleitung der Lippmann-Schwinger-Gleichung für ein stationäres Streuproblem geht man von der Schrödingergleichung aus:
{\displaystyle \left[-{\frac {\hbar ^{2}}{2m}}\Delta +V({\vec {r}})\right]\psi _{k}=E_{k}\psi _{k}}
mit
- der kinetischen Energie {\displaystyle E_{k}={\frac {\hbar ^{2}{\vec {k}}^{2}}{2m}}} eines freien Teilchens
- seiner Einschußrichtung {\displaystyle {\frac {\vec {k}}{k}}}
- seiner Streurichtung {\displaystyle {\frac {\vec {k^{\prime }}}{k}}={\frac {\vec {r}}{r}}={\vec {n}}}

wobei zu beachten ist, dass es sich um eine elastische Streuung handelt, d. h. der Betrag des Impulsvektors wird nicht geändert: {\displaystyle k^{\prime }=k} und für alle Vektoren {\displaystyle |{\vec {v}}|=v}.
Umgestellt und mit der Forderung {\displaystyle E\geq 0} ergibt sich:
{\displaystyle \left[\Delta +k^{2}\right]\psi _{k}={\frac {2m}{\hbar ^{2}}}V({\vec {r}})\psi _{k}=:U({\vec {r}})\psi _{k}}
Dies lässt sich mit der Methode der Greenschen Funktionen lösen:
{\displaystyle {\begin{aligned}\left[\Delta +k^{2}\right]\phi _{0}=0\quad &\Rightarrow \quad \phi _{0}={\frac {1}{(2\pi )^{3/2}}}e^{i{\vec {k}}{\vec {r}}}\\\left[\Delta +k^{2}\right]G({\vec {r}})=\delta {({\vec {r}})}\quad &\Rightarrow \quad G({\vec {r}})=-{\frac {1}{4\pi }}{\frac {e^{ikr}}{r}}\\\psi _{k}({\vec {r}})=\phi _{0}&+\int d^{3}{\vec {r}}^{\prime }G({\vec {r}}-{\vec {r}}^{\prime })\cdot U({\vec {r}}^{\prime })\psi _{k}({\vec {r}}^{\prime })\\\end{aligned}}}
Daraus ergibt sich die Lippmann-Schwinger-Gleichung der Streutheorie:
{\displaystyle \psi _{k}({\vec {r}})={\frac {1}{(2\pi )^{3/2}}}e^{i{\vec {k}}\cdot {\vec {r}}}-{\frac {2m}{4\pi \hbar ^{2}}}\int d^{3}{\vec {r}}^{\prime }\cdot {\frac {e^{ik|{\vec {r}}-{\vec {r}}^{\prime }|}}{|{\vec {r}}-{\vec {r}}^{\prime }|}}V({\vec {r}}^{\prime })\psi _{k}({\vec {r}}^{\prime })}
Hier wurde explizit die Ortsdarstellung gewählt.
Diese Gleichung lässt sich iterativ lösen, indem man auf der rechten Seite {\displaystyle \psi _{k}({\vec {r}})} durch die bis dahin gewonnene Lösung ersetzt und als Startwert der Iteration etwa wählt:
{\displaystyle \psi _{k}^{(0)}({\vec {r}})=\phi _{0}({\vec {r}})}
Die erste Iteration
{\displaystyle \psi _{k}^{(1)}({\vec {r}})={\frac {1}{(2\pi )^{3/2}}}e^{i{\vec {k}}{\vec {r}}}-{\frac {2m}{4\pi \hbar ^{2}}}\int d^{3}{\vec {r}}^{\prime }\cdot {\frac {e^{ik|{\vec {r}}-{\vec {r}}^{\prime }|}}{|{\vec {r}}-{\vec {r}}^{\prime }|}}V({\vec {r}}^{\prime }){\frac {1}{(2\pi )^{3/2}}}e^{i{\vec {k}}{\vec {r}}^{\prime }}}
ist dann die bereits oben erwähnte Bornsche Näherung in Ortsdarstellung.